# 唐纳森-托马斯理论
代数几何中，唐纳森–托马斯理论是关于唐纳森–托马斯不变量的理论。给定卡拉比–丘三维流形上的层的紧模空间，其唐纳森–托马斯不变量是其点的虚数，即上同调1类对虚基类的积分。唐纳森–托马斯不变量是卡森不变量的全纯类似物，由Simon Donaldson and Richard Thomas （1998）引入。唐纳森–托马斯不变量与代数三维流形的格罗莫夫-威滕不变量及Rahul Pandharipande、Thomas提出的稳对理论有密切联系。
唐纳森–托马斯理论的物理动机是弦论和规范场论中出现的某些BPS态。:5这是因为不变量取决于所研究的模空间派生范畴{\displaystyle D^{b}({\mathcal {M}})}的布里奇兰稳定条件。从本质上讲，其对应于卡拉比-丘流形的凯勒模空间中的点，如同镜像对称猜想中的考虑，而由此产生的子范畴{\displaystyle {\mathcal {P}}\subset D^{b}({\mathcal {M}})}是相应的超共形场论的BPS态范畴。

## 定义与例子
格罗莫夫-威滕不变量的基本思想是研究黎曼曲面到光滑目标的伪全纯映射，以探测空间的几何。所有映射的模叠都有虚基类，其上的相交理论产生的数值不变量通常包含枚举信息。唐纳森-托马斯理论的方法也是通过方程，研究代数三维流形中的曲线，确切地说是用空间上的理想层进行研究。这一模空间也允许有虚基类，并产生某些可枚举的数值不变量。
在格罗莫夫–威滕理论中，映射可以是域曲线的多重覆盖与塌陷分量（collapsed component），而唐纳森-托马斯理论则允许层中包含零势信息，不过这些都是整值不变量。Davesh Maulik、安德烈·奥昆科夫、Nikita Nekrasov、Rahul Pandharipande等人提出了更深层的猜想，即代数三维流形的格罗莫夫–威滕理论和唐纳森-托马斯理论实际上等价。更具体地说，在适当改变变量后，它们的生成函数相等。对于卡拉比-丘三维流形，唐纳森-托马斯不变量可表为模空间上的加权欧拉特征。最近，这些不变量、母题霍尔代数（motivic Hall algebra）与量子体上的函数环之间也出现了联系。
- 五次三维流形上的线的模空间是含2875个点的离散集。点的虚拟数就是点的实际数，因此模空间的唐纳森-托马斯不变量就是2875。
- 相似地，五次上的圆锥的模空间的唐纳森-托马斯不变量是609250。

### 定义
对于卡拉比-丘三维流形{\displaystyle Y}与固定的上同调类{\displaystyle \alpha \in H^{\text{even}}(Y,\mathbb {Q} )}，有相关的相容层（陈示性类{\displaystyle c({\mathcal {E}})=\alpha }）的模叠{\displaystyle {\mathcal {M}}(Y,\alpha )}。一般来说，这是个无限类的非分离亚廷叠，很难在其上定义数值不变量。相反，有些开放子叠{\displaystyle {\mathcal {M}}^{\sigma }(Y,\alpha )}参数化了这种相容层{\displaystyle {\mathcal {E}}}，具有施加的稳定性条件{\displaystyle \sigma }，即{\displaystyle \sigma }稳定层。这些模叠具有更好的性质，比如被有限类型分离。唯一的困难在于，由于存在固定层的变形阻碍，它们可能具有不良的奇点。特别地
{\displaystyle {\begin{aligned}T_{[{\mathcal {E}}]}{\mathcal {M}}^{\sigma }(Y,\alpha )&\cong {\text{Ext}}^{1}({\mathcal {E}},{\mathcal {E}})\\{\text{Ob}}_{[{\mathcal {E}}]}({\mathcal {M}}^{\sigma }(Y,\alpha ))&\cong {\text{Ext}}^{2}({\mathcal {E}},{\mathcal {E}})\end{aligned}}}
由于{\displaystyle Y}是卡拉比-丘流形，所以塞尔对偶性意味着
{\displaystyle {\text{Ext}}^{2}({\mathcal {E}},{\mathcal {E}})\cong {\text{Ext}}^{1}({\mathcal {E}},{\mathcal {E}}\otimes \omega _{Y})^{\vee }\cong {\text{Ext}}^{1}({\mathcal {E}},{\mathcal {E}})^{\vee }}
其给出了维数为0的完美阻碍理论。特别地，这意味着相关的虚基类
{\displaystyle [{\mathcal {M}}^{\sigma }(Y,\alpha )]^{vir}\in H_{0}({\mathcal {M}}^{\sigma }(Y,\alpha ),\mathbb {Z} )}
的同调度为{\displaystyle 0}，然后可以定义DT不变量：
{\displaystyle \int _{[{\mathcal {M}}^{\sigma }(Y,\alpha )]^{vir}}1}
其取决于稳定性条件{\displaystyle \sigma }和上同调类{\displaystyle \alpha }。托马斯证明，对光滑族{\displaystyle Y_{t}}，上述不变量也不变。最初研究者选择的是吉赛克稳定性条件，近年来又根据其他稳定条件对其他DT不变量进行了研究，从而得出了“穿墙公式”（wall-crossing formula）。

## 事实
- 模空间M的唐纳森-托马斯不变量等于M的加权欧拉示性数。权函数将M中的每点都有类似的超平面奇点的米尔诺数。

## 推广
- 我们不考虑层的模空间，而考虑导出范畴对象的模空间。这给出了计算卡拉比-丘三维流形的稳对的Pandharipande–托马斯不变量。
- 搜门不考虑整值不变量，而考虑母题不变量。